# Casque bleu (film, 1995)
Pour les articles homonymes, voir Casque bleu (homonymie).
Pour plus de détails, voir Fiche technique et Distribution.
Casque bleu est un documentaire français de 26 minutes réalisé par Chris Marker, sorti en 1995.

## Synopsis
François Crémieux s’est porté volontaire pour effectuer six mois de son service militaire en tant que casque bleu en Bosnie-Herzégovine. À son retour en France, Chris Marker l’interroge et recueille ses propos sur son expérience de l’armée, de soldat de la paix, de cette guerre en Europe, et ses idées sur le conflit. Durant tout le film, on ne voit que son visage filmé en gros plan, les 19 cartons intercalés sur lesquels sont écrites les questions et quelques photos. Un témoignage très fort sur la faillite de la communauté internationale dans la crise yougoslave, les mensonges et déformations des médias dominants et la réalité du terrain.

## Fiche technique
- Titre : Casque bleu
- Réalisation : Chris Marker
- Scénario : Chris Marker
- Pays :  France
- Genre : documentaire
- Durée : 26 minutes
- Dates de sortie : 
  -  France : 1995